# Distretto di Šivėėgov'
Il distretto di Šivėėgov' è uno dei tre distretti (sum) in cui è suddivisa la provincia del Gov'-Sùmbėr, in Mongolia. Conta una popolazione di 3.198 abitanti (censimento 2014).